# Juan Franch
Juan Franch (Barcellona, c. 1825 – Madrid, 2 dicembre 1882) è stato un pittore spagnolo.

## Biografia
Attivo a cavallo della metà del XIX secolo nelle città di Madrid e Barcellona, si specializzò come ritrattista della classe media locale. Studiò presso l'Accademia di Belle Arti di Barcellona, dove nel 1846 fu premiato per l'opera Eliezer sceglie Rebecca come moglie per Isacco. Una delle sue opere più celebri è il ritratto del 1851 della filantropa Francisca María Giménez Delgado fondatrice del Monte di Pietà e Cassa di Risparmio di Almeria.
Fu ritrattista della regina Isabella II e uno dei ritratti più noti della regina venne realizzato per la città di Manzanillo a Cuba. Nel 1859, durante un viaggio in Italia, dipinse il ritratto di Papa Pio IX, esposto poi nel palazzo arcivescovile di Tarragona, i ritratti di Sant'Agata e di Santa Lucia sono esposti nella cattedrale della stessa città. Nel 1860 partecipò all'esposizione nazionale di belle arti con opere di tema religioso.